# Headnut.tv
Headnut.tv war eine von April 2002 bis 2004 laufende Comedyserie mit dem Komikerduo Erkan & Stefan auf dem Sender ProSieben. Headnut.tv wies eine gewisse konzeptionelle Nähe zu der Sendung „Ali G-Show“  des britischen Komikers Sacha Baron Cohen auf. Die Serie lief über zwei Staffeln mit insgesamt 26 Folgen und wurde 2002 für den Deutschen Fernsehpreis nominiert.
In den Sendungen wurden verschiedene komödiantische Einlagen absolviert. Beispielsweise gab es absurde, oft in Kanak Sprak geführte Interviews mit Experten, Politikern oder Prominenten – um mitunter deren Ambivalenz aufzudecken – oder Tipps zum „besser leben“ gegeben.